# Nova (canal de televisió)
Nova és un canal pertanyent a Atresmedia Televisión que emet exclusivament a través de la TDT a Espanya. La programació està orientada a un públic femení.
És un canal orientat a la dona i el públic familiar, amb sèries que han tingut èxit en la seva emissió a la cadena matriu (Antena 3), redifusions, espais de producció pròpia i novel·les. També emet cinema totes les nits.

## Nova HD
L'1 de desembre de 2015, el canal va estrenar oficialment el seu senyal en alta definició per Vodafone TV.6 El 4 de desembre de 2018 a les 08.00 del matí, Movistar+ va incorporar Nova HD a la seva graella.

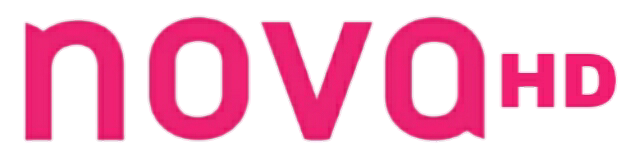
Logo nova HD

## Programes

### Producció pròpia
- A mano: Programa de bricolatge.
- Mejor es posible: Programa d'autoajuda.
- Muévete en casa: Programa d'aeròbic.
- Oxígeno 3: Consells de bellesa i salut.
- Casa de América
- Diario extra: Moments inèdits del programa d'entrevistes d'El diario de Patricia.
- 8 Mujeres
- Manual de parejas: Programa d'autoajuda per parelles amb problemes.

### Sèries
- Manos a la obra
- Los ladrones van a la oficina
- Canguros

### Novel·les
- Pasión de Gavilanes.
- Doña Bárbara.
- Triunfo del Amor
- Destilando Amor.
- La Tormenta.
- Lo que la vida me robó
- Cuando me Enamoro.
- La Marca del Deseo.
- Teresa.
- Prisionera.
- Frijolito.

### Reposicions
- ¿Dónde estás, corazón?
- A 3 Bandas
- La batidora
- Al pie de la letra

## Audiències
| Any  | Gener | Febrer | Març  | Abril | Maig  | Juny  | Juliol | Agost  | Setembre | Octubre | Novembre | Desembre | Mitjana anual |
| ---- | ----- | ------ | ----- | ----- | ----- | ----- | ------ | ------ | -------- | ------- | -------- | -------- | ------------- |
| 2005 | -     | -      | -     | -     | -     | -     | -      | -      | -        | -       | 0,01%*   | 0,02%    | 0,015%        |
| 2006 | 0,04% | 0,03%  | 0,05% | 0,04% | 0,05% | 0,05% | 0,05%  | 0,05%  | 0,05%    | 0,06%   | 0,08%    | 0,1%     | 0,05%         |
| 2007 | 0,1%  | 0,1%   | 0,1%  | 0,1%  | 0,1%  | 0,1%  | 0,1%   | 0,1%   | 0,1%     | 0,1%    | 0,2%     | 0,2%     | 0,1%          |
| 2008 | 0,2%  | 0,2%   | 0,3%  | 0,3%  | 0,3%  | 0,3%  | 0,5%   | 0,4%   | 0,4%     | 0,4%    | 0,4%     | 0,5%     | 0,3%          |
| 2009 | 0,6%  | 0,5%   | 0,6%  | 0,5%  | 0,5%  | 0,6%  | 0,8%   | 0,8%   | 0,8%     | 0,7%    | 0,8%     | 0,9%     | 0,6%          |
| 2010 | 0,9%  | 0,9%   | 1,0%  | 1,2%  | 1,5%  | 1,7%  | 1,9%   | 2,1%** | 1,8%     | 1,7%    | 1,7%     | 1,6%     | 1,5%          |
| 2011 | 1,5%  | 1,6%   | 1,6%  | 1,6%  | 1,5%  | 1,5%  | 1,4%   | 1,6%   | 1,5%     | 1,4%    | 1,4%     | 1,3%     | 1,5%          |
| 2012 | 1,3%  | 1,3%   | 1,4%  | 1,4%  | 1,5%  | 1,6%  | 1,7%   | 1,7%   | 1,6%     | 1,8%    | 2,0%     | 2,0%     | 1,6%          |
| 2013 |       |        |       |       |       |       |        |        |          |         |          |          |               |

1. ↑  Va començar la seua primera emissió el 30 de novembre.

* Mínim històric.
** Màxim històric.